# 2735 Ellen
A 2735 Ellen (ideiglenes jelöléssel 1977 RB) egy kisbolygó a Naprendszerben. Schelte J. Bus, Lauer T. fedezte fel 1977. szeptember 13-án.